# Brunbröstad barbett
Brunbröstad barbett (Pogonornis melanopterus) är en fågel i familjen afrikanska barbetter inom ordningen hackspettartade fåglar.

## Utbredning och systematik
Fågeln förekommer  på savannen i södra Somalia söderut till Kenya, sydöstra Malawi och norra Moçambique. Den behandlas som monotypisk, det vill säga att den inte delas in i några underarter.

## Status
IUCN kategoriserar arten som livskraftig.